# Narciso Bernardo
Narciso Bernardo, né le 27 juillet 1937, à Manille, aux Philippines et décédé le 23 décembre 2008, à Manille, aux Philippines, est un ancien joueur et entraîneur philippin de basket-ball. Il évolue durant sa carrière au poste de meneur.

## Palmarès
- Champion d'Asie 1967